# VV Oosterparkers in het seizoen 1958/59
Het seizoen 1958/1959 was het vierde en laatste jaar in het bestaan van de Groninger betaaldvoetbalclub Oosterparkers. De club kwam uit in de Tweede divisie B en eindigde daarin op de 14e plaats. Tevens deed de club mee aan het toernooi om de KNVB beker, hierin werd in de eerste ronde verloren van Jubbega (4–1). Na het seizoen keerde de club terug naar het amateurvoetbal.

## Wedstrijdstatistieken

### Tweede divisie B
|       | Be Quick | Enschedese Boys | Go Ahead | Heerenveen | N.E.C. | Oldenzaal | PEC   | Rheden | Tubantia | Veendam | Velocitas | Zwartemeer | Zwolsche Boys |
| ----- | -------- | --------------- | -------- | ---------- | ------ | --------- | ----- | ------ | -------- | ------- | --------- | ---------- | ------------- |
| Thuis | 3 – 2    | 1 – 4           | 0 – 5    | 4 – 1      | 1 – 1  | 0 – 1     | 4 – 2 | 2 – 0  | 2 – 2    | 0 – 1   | 2 – 0     | 1 – 1      | 2 – 1         |
| Uit   | 3 – 1    | 2 – 3           | 5 – 0    | 1 – 0      | 3 – 1  | 4 – 0     | 2 – 0 | 4 – 1  | 2 – 1    | 3 – 1   | 0 – 0     | 4 – 1      | 6 – 0         |

### KNVB beker
| 1e ronde                                               | Jubbega                                                                  | 4 – 1 (3 – 1) | Oosterparkers             |
| 1 januari 1959 Plaats: Jubbega sportpark it Heidefjild | Henk Boersma 7' Jac Waslander 15' Griedus de Vries 30' Wietse Blaauw 80' |               | 40' (e.d.) Abele de Vries |

## Statistieken Oosterparkers 1958/1959

### Eindstand Oosterparkers in de Nederlandse Tweede divisie B 1958 / 1959
| Stand | Gespeeld | Gewonnen | Gelijk | Verloren | Punten | Doelpunten voor | Doelpunten tegen |
| ----- | -------- | -------- | ------ | -------- | ------ | --------------- | ---------------- |
| 14e   | 26       | 7        | 4      | 15       | 18     | 31              | 60               |

### Topscorers
| #              | Naam                | Goal |
| -------------- | ------------------- | ---- |
| 1.             | René Stiekema       | 7    |
| 2.             | Chris Metus         | 6    |
| 3.             | Henk Duitsch        | 4    |
| 3.             | Klaas Snip          | 4    |
| 5.             | Tjerk Bolhuis       | 3    |
| 6.             | Mans Weessies       | 2    |
| 7.             | Chris Esschendal    | 1    |
| 7.             | Jan Hielkema        | 1    |
| 7.             | Mannes              | 1    |
| 7.             | Rozema              | 1    |
| Eigen doelpunt |                     |      |
| 1.             | Jan Tielbaard (PEC) | 1    |
| Totaal         | Totaal              | 31   |

| #              | Naam                     | Goal           |
| Eigen doelpunt | Eigen doelpunt           | Eigen doelpunt |
| -------------- | ------------------------ | -------------- |
| 1.             | Abele de Vries (Jubbega) | 1              |
| Totaal         | Totaal                   | 1              |